# 重謙
重謙（1785年—？），字待菴，钮祜禄氏，满洲镶黄旗人。嘉庆癸酉科举人，庚辰科进士，后任户部山西司员外郎，户部主事，中允等职。
父成寧，官至漕运总督；妹妹则是道光六年丙戌科进士宗室德誠的嫡妻。